# Краеглазки
Краеглазки (лат. Pararge) — род дневных бабочек из семейства бархатниц.

## Описание
Глаза покрыты короткими волосками. Голени средних ножек почти равны длине лапок. Щупики заострены и их конечный членик направлен вперёд. Усики довольно толстые, к концу с хорошо выраженной несколько уплощённой булавой. Субкостальная жилка внизу у основания передних крыльев сильно вздута. 

## Классификация
В состав рода включают три вида.
- Краеглазка Эгерия Pararge aegeria (Linnaeus, 1758)
- Pararge xiphia (Fabricius, 1775)
- Pararge xiphioides (Staudingeri, 1871)